# هو تشي منه (ممر)

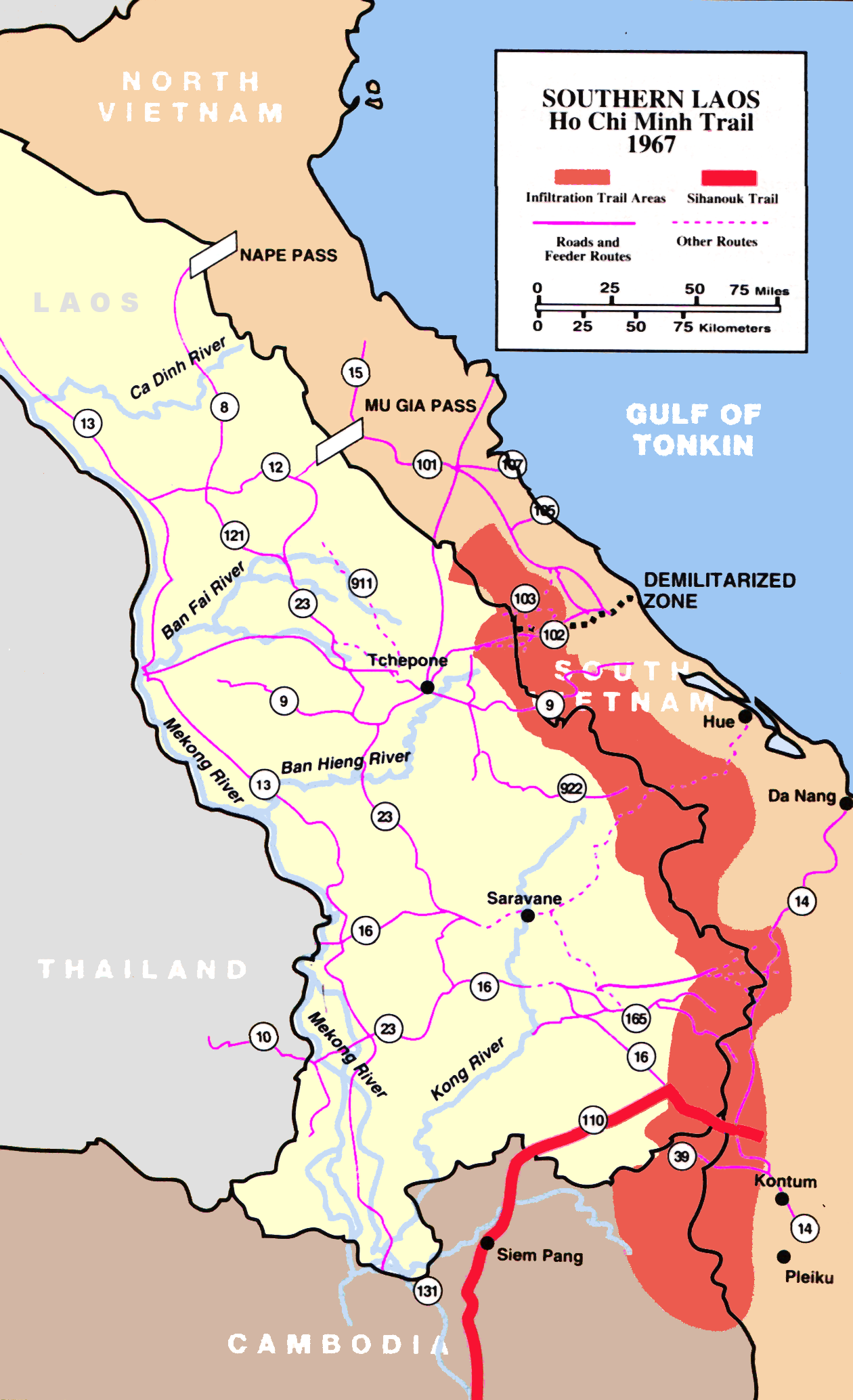
ممر هو تشي منه، 1967

ممر هو تشيه منو هو طريق مموه يصل بين فيتنام الشمالية وفيتنام الجنوبية، استخدم لأغراض التسلل والإمداد أثناء حرب فيتنام. كان طوله 400 كيلومتر، ويمتد من فيتنام الشمالية عبر القسم الجنوبي الشرقي من لاوس إلى الجزء الشمالي الغربي من فيتنام الجنوبية، ويتكون من أربعة خطوط إمداد رئيسية تمر عبر أراضي وعرة يصعب الوصول إليها، كما ويتضمن أنفاقاً ومستودعات تحت الأرض. ورغم أنه كان هدفاً لقصف متكرر من القوات الأمريكية أثناء حرب فيتنام إلا أنه لم يغلق لفترة تذكر. دعي الممر باسم هو تشي منه، السياسي الفيتنامي الشمالي المتمرس الذي قاد الكفاح لتوحيد فيتنام الشمالية وفيتنام الجنوبية بإداراة شيوعية.